# Формирование (военное дело)

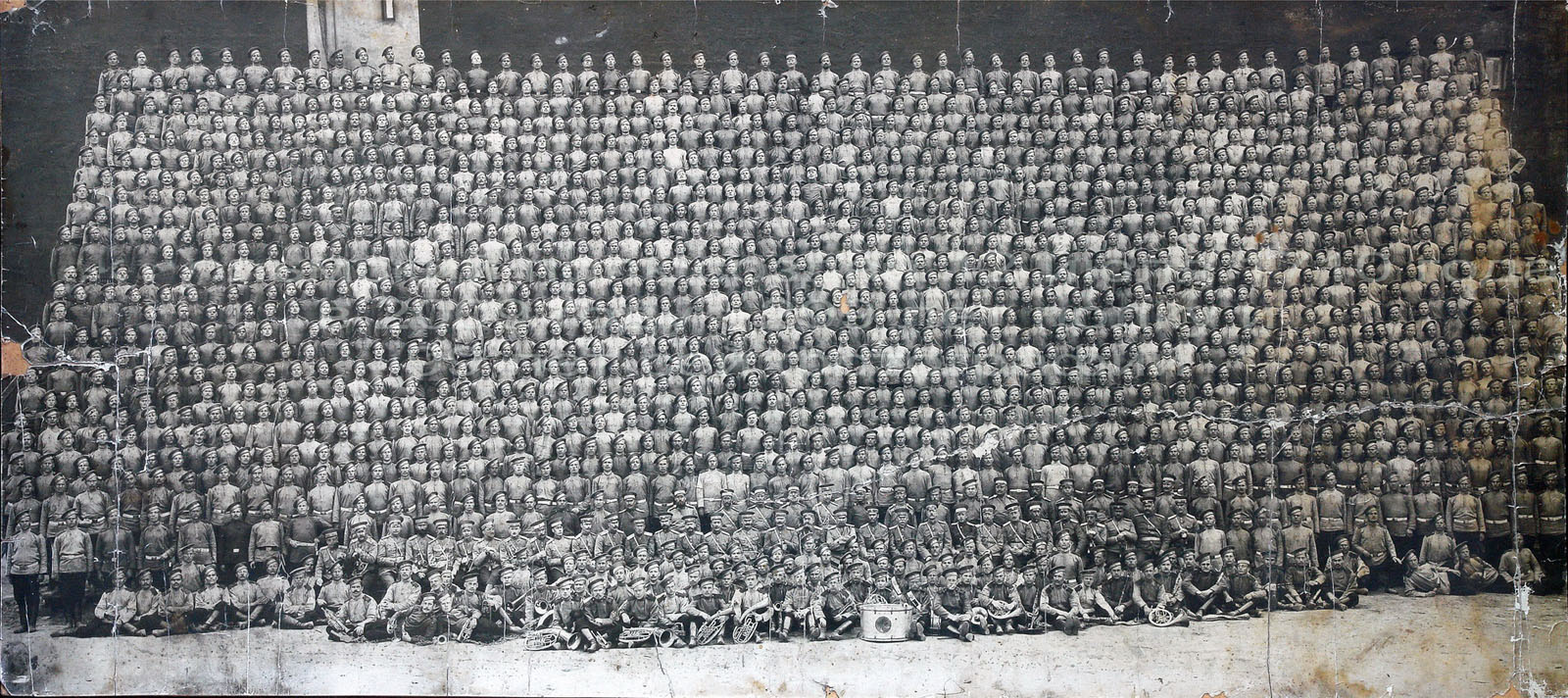
Лейб-гвардии Кексгольмский полк (1903)

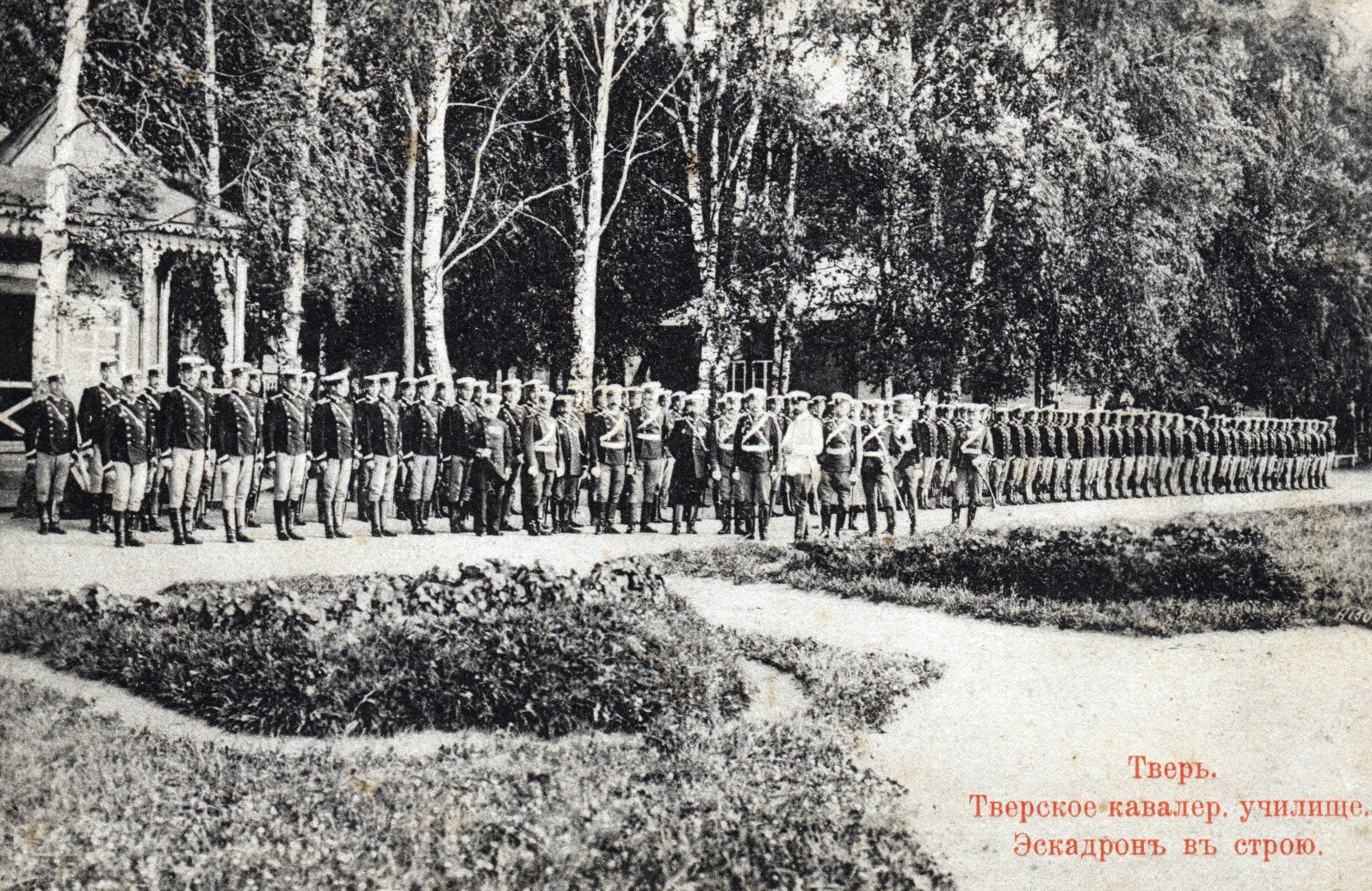
Эскадрон в строю. Тверское кавалерийское училище (1905)

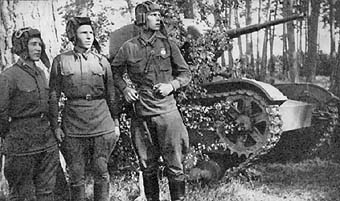
Танковое отделение (экипаж танка) Т-26

Формирова́ние (воинское формирование) — обобщённое наименование подразделений, воинских частей, соединений, объединений и других структурных единиц вооружённых сил, а также других войск, которые имеют специфические особенности предназначения, формирования и комплектования.
Формирования представляют собой основу видов вооружённых сил, родов войск, а также войск которые не входят в виды и рода войск вооружённых сил.

## Основные понятия

### Структура формирования

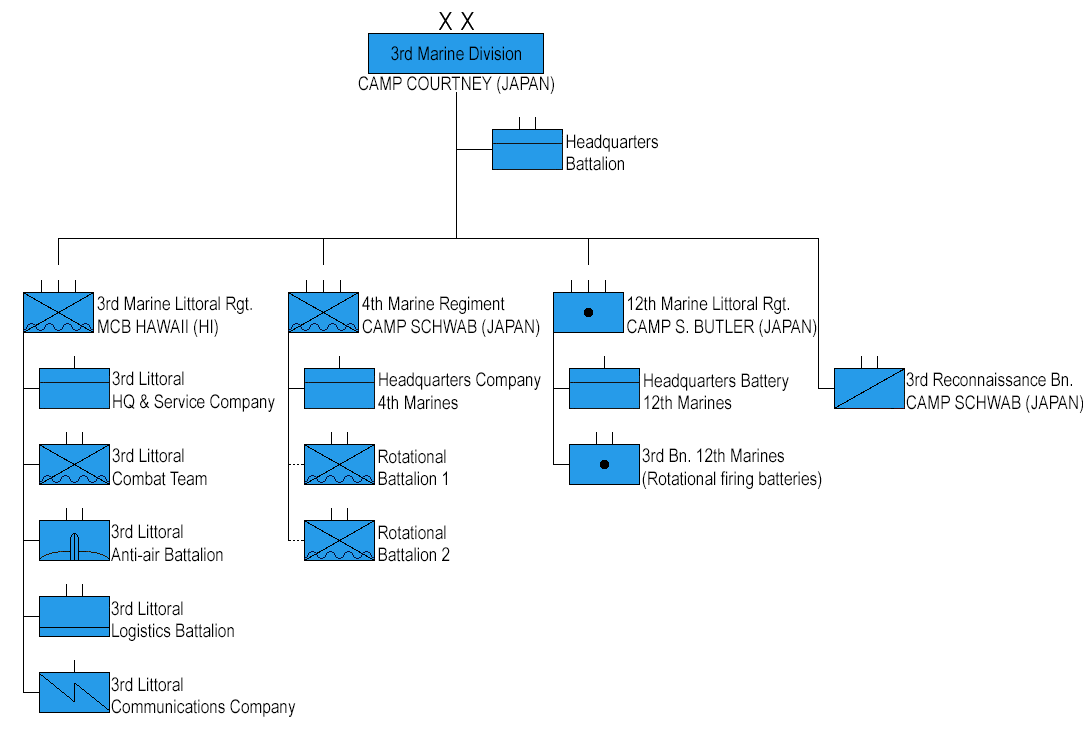
Организационная структура 3-й дивизии морской пехоты. Корпуса морской пехоты США

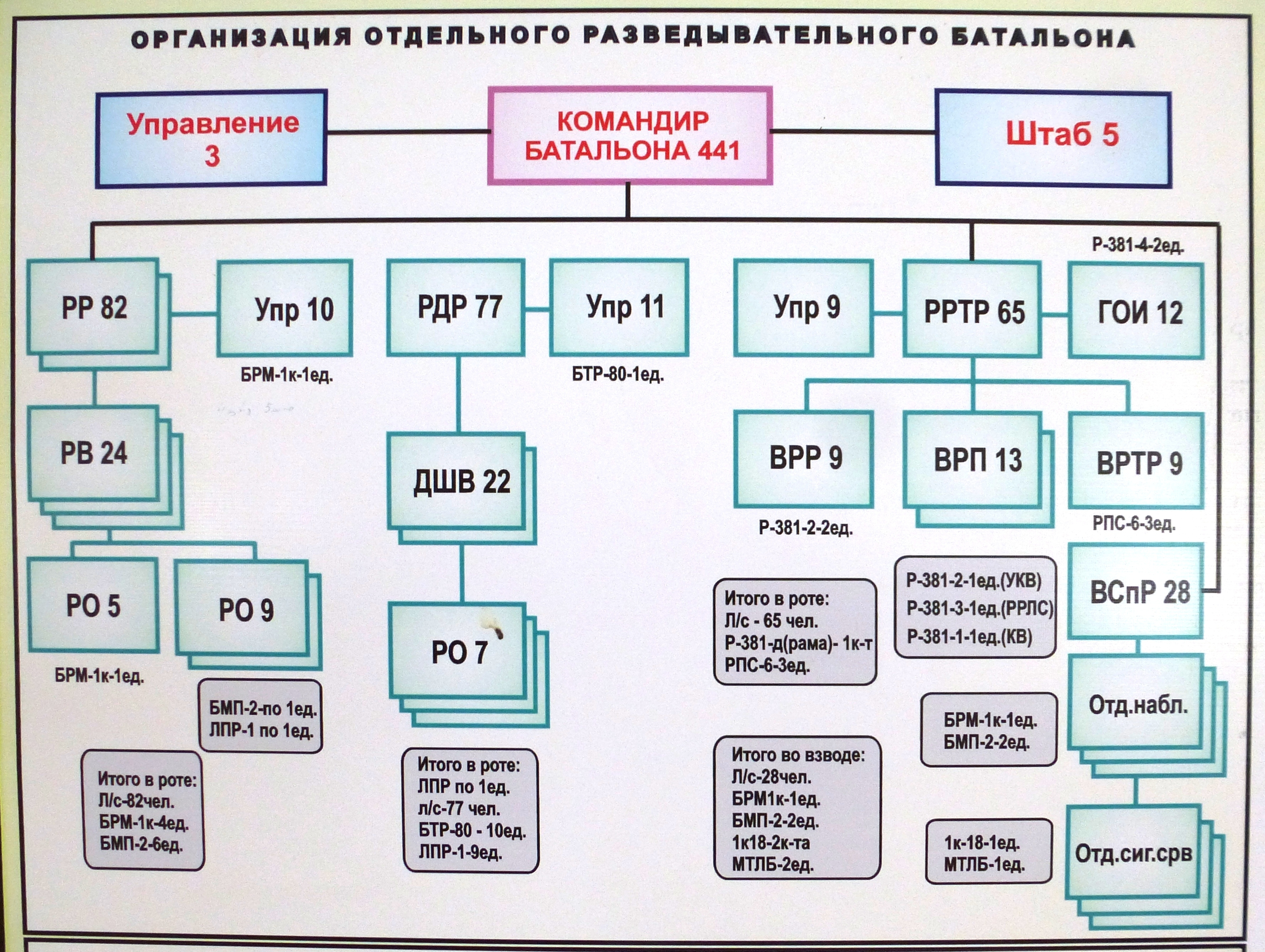
Учебный плакат с организационно-штатной структурой отдельного разведывательного батальона Вооружённых Сил Республики Казахстан

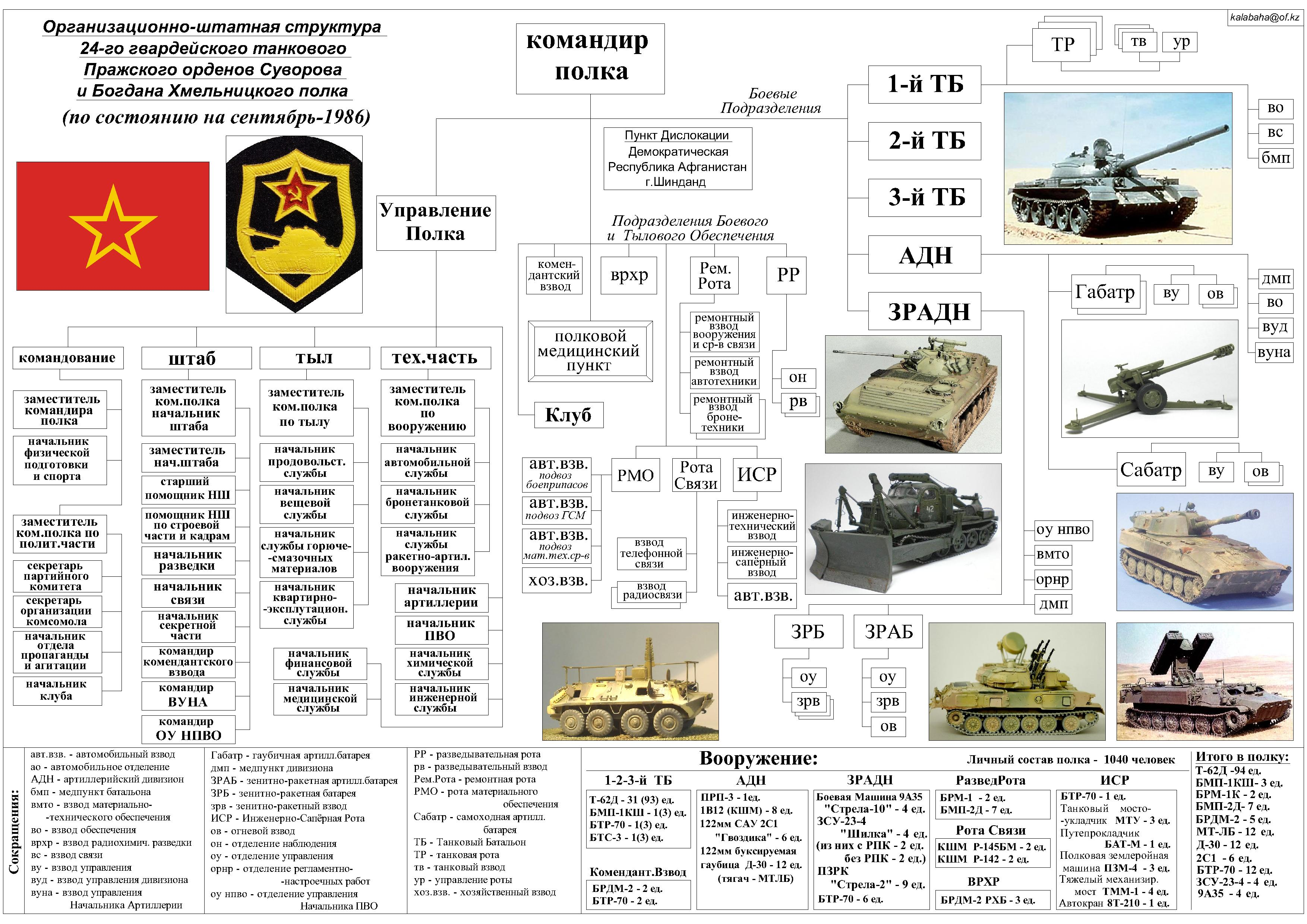
Организационно-штатная структура 24-го гвардейского танкового полка на сентябрь 1986 года, неофициальная

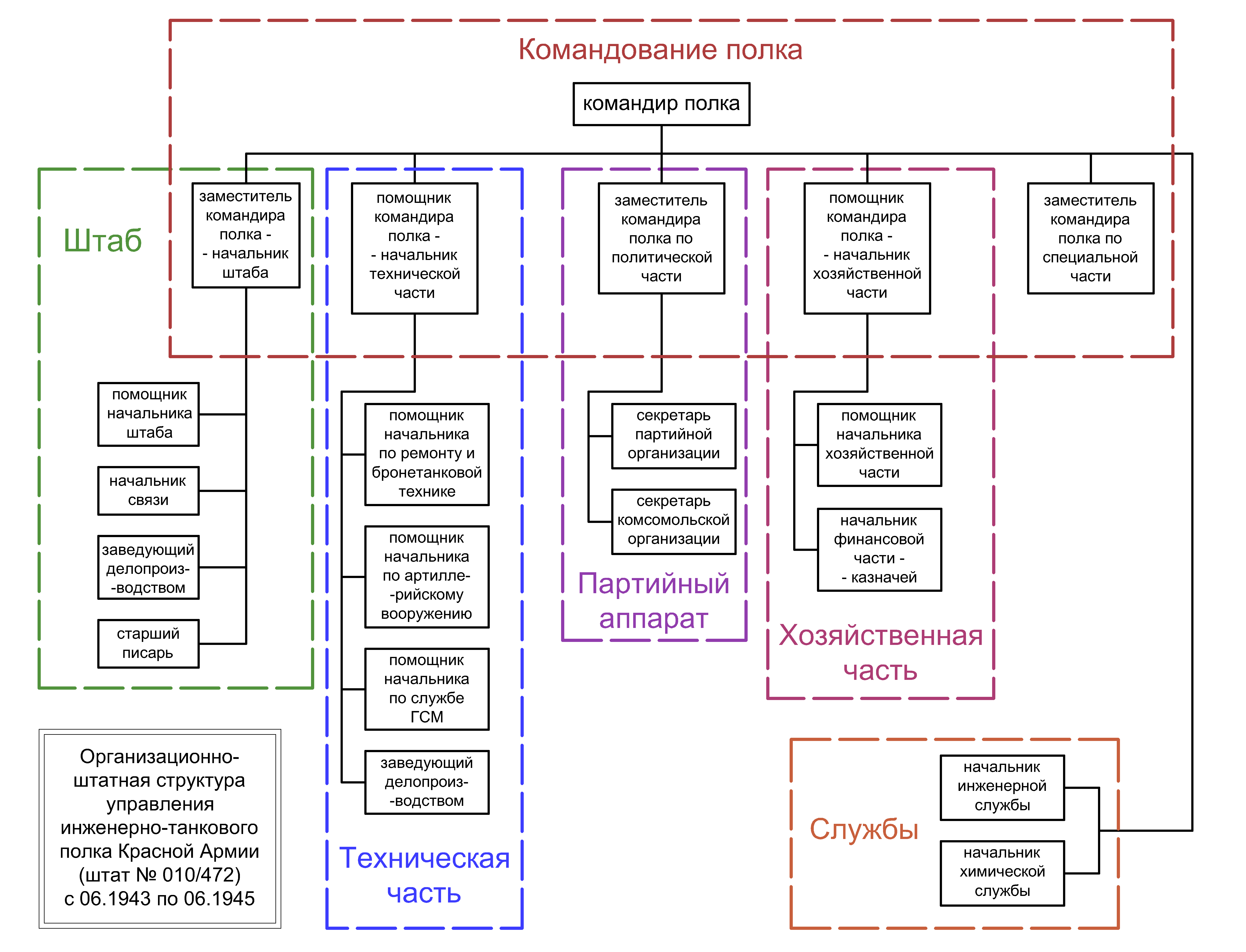
Организационно-штатная структура управления инженерно-танкового полка Красной Армии (штат № 010/472) с 06.1943 по 06.1945

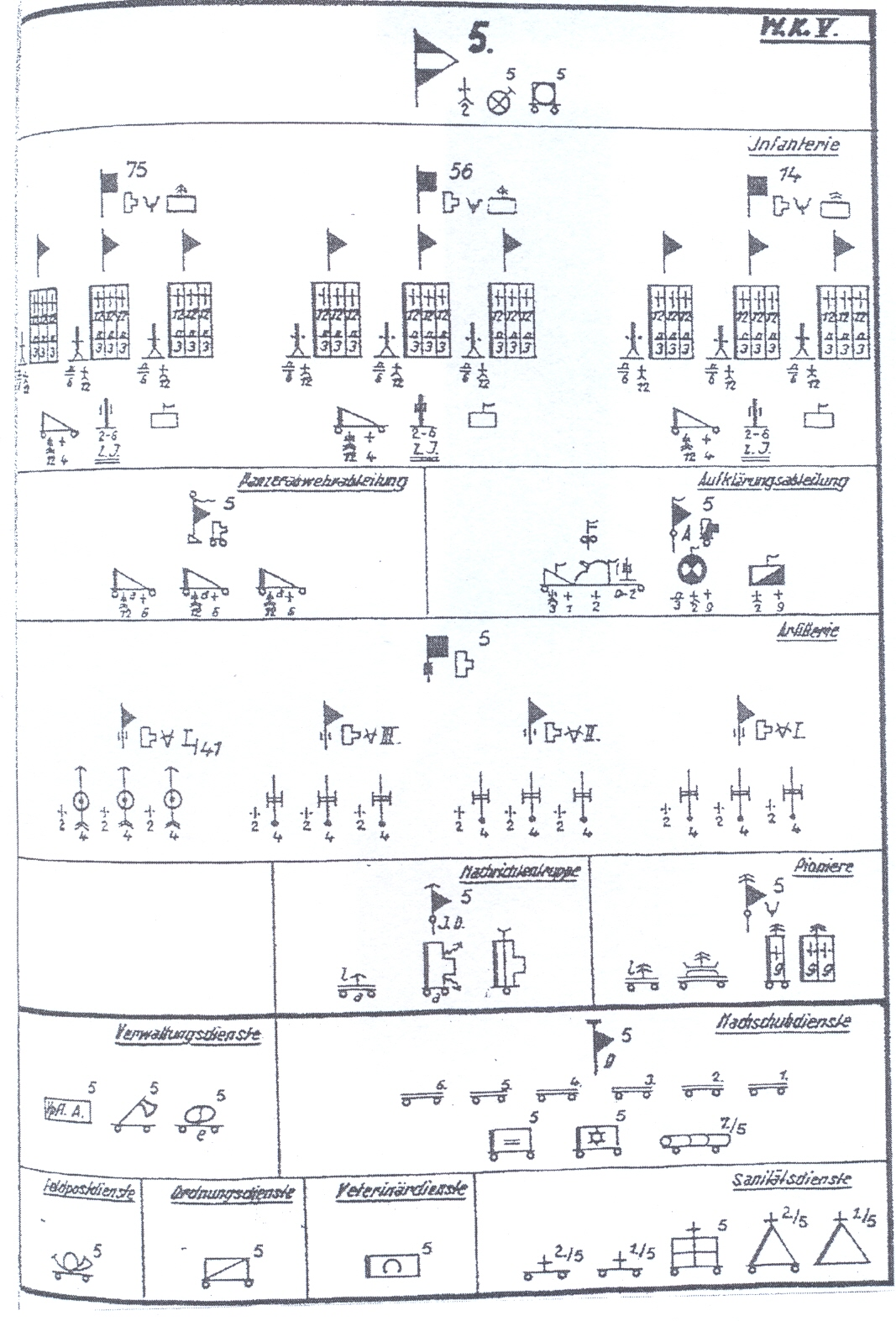
Организационно-штатная структура 5-й пехотной дивизии Вермахта (1940)

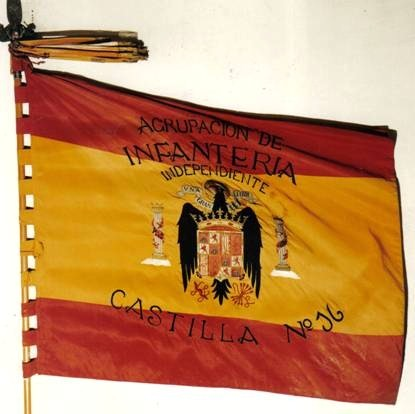
Боевое Знамя формирования. 16-й пехотный полк Кастилии Вооружённых сил Испании

Организационная структура воинских формирований (как и вооружённых сил в целом), которая обеспечивает оптимальное сочетание их состава и численности, количества и видов вооружения и военной техники для поддержания высокой боевой готовности и способности успешно вести боевые действия называется организация войск. Она выражается в делении формирований на составные структурные части.
Организационная структура воинского формирования определяется из функционального предназначения и определяется штатами.
Основным правилом в организационной структуре формирования, независимо от его назначения, является включение органов военного управления, основных (по прямому предназначению) и вспомогательных структурных элементов.
К примеру организационная структура формирований от батальона и равных ему по уровню и выше, включает в себя штаб, боевые подразделения (части, соединения), подразделения (части) боевой поддержки, подразделения (части, соединения) боевого и тылового обеспечения.
В вооружённых силах большинства государств каждому подразделению, воинской части, соединению и объединению при создании присваивается номер (если внутри полка имеются несколько однотипных подразделений — им присваиваются порядковые номера в масштабе полка; воинским частям, соединениям и объединениям присваиваются общевоинские номера) и наименование по роду войск.
К примеру:
- 7-я гаубичная артиллерийская батарея;
- 3-й танковый батальон;
- 508-й мотострелковый полк;
- 82-я воздушно-десантная дивизия.

За заслуги перед государством воинские части, соединения и объединения могут награждаться орденами и получать почётные наименования, которые отражаются в полном наименовании формирования.
В ВС России и в ВС СССР отдельным батальонам и дивизионам, полкам и бригадам (батальоны и дивизионы которых не имеют общевоинской нумерации) вручается Боевое знамя. Соединениям и объединениям боевые знамёна вручаются при их награждении государственными наградами.

### Штат формирования
Штат — официальный документ, в котором закрепляется организационная структура формирования.
Обычно в нём перечисляется:
- наименование формирования и входящих в него структурных подразделений;
- численность личного состава, наименование и количество штатных должностей военнослужащих и гражданского персонала;
- перечень и количество вооружения и военной техники;
- штатные воинские звания;
- военно-учётные специальности;
- тарифные разряды по воинским должностям;
- штатное предназначение личного состава;
- и другое.

### Управление формирования
В современной русской военной терминологии совокупность штаба воинской части (соединения, объединения), служб а также подразделений при штабе — принято называть термином «управление» (управление полка, управление бригады, управление дивизии и т. д.). Термин применяется также при описании структуры организации войск зарубежных армий. Так к примеру личный состав управления механизированной дивизии Армии США может достигать 1000 человек. Кроме штаба дивизии и служб при нём, в управление подобных дивизий входит штабной батальон обслуживающий штаб.
Штабы (управления) соединений и объединений являются воинскими частями.
Для формирований уровня рота (батарея) и батальон (дивизион), под термином управление понимается командование, то есть совокупность должностных лиц наделенных определёнными правами и обязанностями по управлению штатными и приданными подразделениями (командир и его заместители, начальник штаба батальона).

## Основные виды воинских формирований
Из практики строительства вооружённых сил большинства государств, известны следующие основные виды формирований (распространённые во многих государствах):
| Сухопутные войска                                                                                  | Военно-морские силы                                                                                                   | Военно-воздушные силы                                                                                |
| -------------------------------------------------------------------------------------------------- | --- | --- |
| - отделение - взвод - рота/батарея - батальон/дивизион - полк - бригада - дивизия - корпус - армия | - корабль - дивизион кораблей - бригада кораблей - дивизия кораблей - эскадра - военно-морская база - флотилия - флот | - авиационное звено - отряд - эскадрилья - полк - крыло/эскадра - дивизия - корпус - воздушная армия |

Некоторые одноимённые формирования постоянного состава из разных видов вооружённых сил, а также других войск не входящих в вооружённые силы (пограничные войска, внутренние войска, национальная гвардия и т. д.), могут относиться к разным уровням формирований. К примеру термином отряд в военно-строительных войсках и в формированиях Спецназа ГРУ в ВС СССР именовалась воинская часть уровня отдельный батальон, состоящая из нескольких рот, в то время как в военной авиации так называлось подразделение меньше эскадрильи, а в пограничных войсках КГБ СССР и некоторых государств СНГ отряд (пограничный отряд) является соединением состоящим из нескольких пограничных комендатур, пограничных застав и подразделений боевого и тылового обеспечения.
Также различие в уровне одноимённых формирований зависит от терминологии принятой в каком-либо государстве. Термин группа касательно формирований Спецназа ГРУ ВС СССР и ВС РФ обозначает подразделение уровня взвод, а в формированиях стратегической бомбардировочной авиации США им обозначается воинская часть состоящая из нескольких эскадрилий и являющаяся структурной единицей авиационного крыла.
Наивысшим уровнем объединения в мирное время является военный округ, который определяется как оперативно-стратегическое территориальное объединение вооружённых сил государства.
К роду войск, к виду вооружённых сил и к вооружённым силам в целом, термины «объединение» и соответственно «формирование» — в русскоязычных источниках не применяются. Также термин формирование не применяется к военным учреждениям, к которым относятся как органы военного управления так и военно-учебные заведения.

## Уровни формирований
Формирования различаются по масштабу. В русской военной школе формирования распределены на четыре звена:
- тактическое (подразделения, воинские части и соединения);
- оперативно-тактическое (объединение или соединение уровня корпус);
- оперативное (объединение уровня армия);
- оперативно-стратегическое (объединение уровня военный округ, фронт и группа армий).

В военной терминологии некоторых государств, определение формирований включаемых в оперативно-тактическое и в оперативное звено, не совпадает с русской терминологией. К примеру полевая армия и корпус по военной терминологии США и других стран НАТО, являются формированиями тактического уровня.

## Формирования по предназначению
В зависимости от предназначения существуют следующие виды формирований:
- общевойсковые;
- ракетные;
- артиллерийские;
- авиационные;
- зенитно-ракетные;
- радиотехнические;
- разведывательные;
- связи;
- радиоэлектронной борьбы;
- инженерные;
- радиационной, химической и бактериологической защиты;
- технические;
- тыла;
- и другие.

## Современное определение
По современным взглядам военных экспертов, к воинским формированиям могут относится только регулярные формирования (постоянного состава) вооружённых сил и других войск при наличии следующих условий:
- установленной организации и вооружения;
- системы комплектования личного состава;
- установленного порядка прохождения военной службы;
- системы обучения и воспитания личного состава;
- предусмотренные законодательством воинские звания, знаки различия и формы одежды военнослужащих;
- централизованная система управления и материально-технического обеспечения.

Одновременно со штатными формированиями, предусматривается создание нештатных (временных, сводных) формирований: маршевые подразделения, сводные отряды и другое.
В Российской Федерации (как практически во всех государствах) запрещено и преследуется по закону создание формирований имеющих военную организацию или вооружение и военную технику, либо в которых предусматривается прохождение военной службы, не предусмотренных федеральными законами. Официально к подобным формированиям применяется термин Незаконное вооружённое формирование (НВФ).

## Аналог формирования в других языках
Как обобщающий термин, «формирование» имеет частичный аналог «formation» встречающийся в некоторых англоязычных источниках посвящённых ВС СССР и ВС РФ.
В соответствии с русскоязычными источниками, к примеру фронт определяется как крупнейшее формирование в военное время (англ. The front is the largest field formation in war-time), а армия определяется как высшее общевойсковое формирование мирного времени (англ. The Army is the highest peacetime combined arms formation).
При этом, в отличие от русскоязычных источников, к военному округу термин формирование не применяется, а указывается что это территориальное командование (англ. territorial commands), выполняющее функции военного учреждения отвечающего за мобилизацию, содержание учебных баз, снабжение и обслуживание войск. Касательно соединений и воинских частей кроме formation также употребляется термин unit.